# IDENTITY (보아의 음반)
《IDENTITY》(아이덴티티)는 가수 보아가 2010년 2월 10일 일본에서 발매한 일곱 번째 정규 음반이다.

## 정보
BEST&USA에 수록되었던 永遠/UNIVERSE feat.Crystal Kay & VERBAL(m-flo) /Believe in LOVE feat.BoA 싱글 이후에 나온, BUMP BUMP!, まもりたい ～White Wishes～싱글이 수록되었다. BUMP BUMP!의 커플링 곡인 IZM은 수록되지 않았지만, まもりたい ～White Wishes～의 커플링 곡인 THE END そして and...는 앨범 버전으로 수록되어있다.

## 설명
- BoA 자신이 직접 작사/작곡을 한 곡이 4곡이 있다.
- 정규 6집 THE FACE 이후 2년 만에 나온 정규 앨범이다.
- BoA라는 존재의 주체성을 최대한으로 그려낸 앨범이다.
- BoA 앨범에서는 없었던 interlude가 생겼다.
- DVD에서는 그간 상품화가 되지 않았던 BoA Release Party 2009 “BEST&USA” ～Thank You For Your Support!!～를 수록했다.
- 대한민국에서는 2월 17일 CD반만 라이센스로 발매될 예정이다.

## 수록곡
CD
1. This Is Who I Am
  - (2:52) 작사 : BoA / 작곡 : BoA / 편곡 : 가쿠시
    - This Is Who I Am은 보아의 자작곡이다. 자서전같은 가사의 인트로격의 곡입니다.
2. EASY
  - (3:23) 작사 : BoA / 작곡 : BoA / 편곡 : 가쿠시
    - EASY는 보아의 자작곡이다. 세상의 젊은이들에게 '자신의 일은 자신이 책임져라.' 또는 '세상을 향해 당당하게 나아가자.'라는 메시지를 담은 락 풍의 일렉트로닉 팝 댄스다.
3. BUMP BUMP! feat.VERBAL(m-flo)
  - (4:01) 작사 : VERBAL / 작곡：VERBAL, 에이전트 코젤, 미나미 / 편곡：나와타 히사시
    - BUMP BUMP! 참조.
4. LAZER
  - (4:07) 작사 : VERBAL / 작곡 : VERBAL, 미나미, Staxx T / 편곡 : 나와타 히사시
    - 버발의 자작곡으로 "너는 내 스타일이 아니야."라는 내용의 가사가 담겨있다.
5. interlude#1
  - (0:09)
6. is this love
  - (4:06) 작사 : 가와구치 다이스케 / 작곡 : 가와구치 다이스케 / 편곡 : 가와구치 다이스케
    - 짝사랑을 노래하는 곡이다.
7. まもりたい ～White Wishes～
  - (3:31) 작사：MIZUE / 작곡：야마구치 히로오 / 편곡：JUNKOO
    - まもりたい ～White Wishes～ 참조.
8. interlude#2
  - (0:04)
9. ネコラブ
  - (3:34) 작사：BoA / 작곡：U-Key zone / 편곡：가쿠시
    - 보아가 작사에 참여한 ネコラブ는 연예인들의 고충을 담은 노래다. 일반인들은 모자를 쓰고 다니지 않지만 연예인들의 불편함과 고민의 가사이다.
10. THE END そして and... (album ver.) 
  - (7:10) 작사：BoA / 작곡：BoA / 편곡：가쿠시
    - まもりたい ～White Wishes～ 참조.
11. Possibility duet with 미우라 다이치
  - (4:07) 작사：Nao'ymt　작곡：Nao’ymt
    - 보아와 미우라 다이치의 듀엣곡인 Possibility는 실연을 앞둔 남녀를 노래하고 있다.
12. Fallin' 
  - (5:14) 작사：BoA　작곡：BoA　편곡：가쿠시
    - Fallin'은 보아의 자작곡으로 실연을 노래한 댄스곡이다.
13. my all
  - (5:38) 작사：BoA / 작곡：가와구치 다이스케 / 편곡：가와구치 다이스케
    - 보아의 인생을 얘기한다. "誰にも理解されないと 一人で泣いた夜もある. (누구도 이해해주지 않는다고 혼자서 울었던 밤도 있어.)"라는 가사를 들으면 보아가 데뷔 시절 때 많이 힘들었다는 것을 알 수 있다.

DVD
1. BUMP! BUMP! feat.VERBAL(m-flo) Music Video
2. まもりたい ～White Wishes～ Music Video
3. BoA Release Party 2009 “BEST&USA” ～Thank You For Your Support!!～ Live at Studio Coast April 6th.2009
  - VALENTI ～BEST&USA Version～
  - Sweet Impact
  - Winter Love
  - LOVE LETTER
  - DO THE MOTION
  - 抱きしめる
  - Eat You Up
  - I Did It For Love
  - Look Who's Talking
  - UNIVERSE feat.Crystal Kay&VERBAL(m-flo)
  - メリクリ ～BEST&USA Version～
  - 永遠
  - LOSE YOUR MIND

## 차트
| 오리콘      | 최고순위 | 판매량 | 등장횟수 | 총판매량 |
| ----------- | -------- | ------ | -------- | -------- |
| 데일리 차트 | 2        | 14,023 |          |          |
| 주간 차트   | 4        | 58,981 |          |          |
| 월간 차트   | 7        | 51,908 |          |          |
| 연간 차트   |          |        |          |          |